# Program Files
Le terme Program Files désigne, sous le système d'exploitation Windows, le dossier où sont rangés par défaut les fichiers (notamment les exécutables) des logiciels installés sur le système.
L'emplacement de ce répertoire est défini par la variable d'environnement %ProgramFiles%. La valeur de cette variable, elle-même, est paramétrée par la base de registre (par la variable ProgramFilesDir dans la clé HKEY_LOCAL_MACHINE\SOFTWARE\Microsoft\Windows\CurrentVersion).
Comme pour d'autres dossiers spéciaux, le nom utilisé par défaut varie en fonction des variantes linguistiques de Windows. Ainsi, les versions françaises conservent le nom anglais (sauf pour Windows 7 où « Program Files » est traduit par « Programmes »), les versions allemandes utilisent « Programme », lequel désigne « programmes » en allemand.
Les sous-dossiers contenus dans Program Files ne peuvent pas être déplacés lors de la défragmentation du disque dur.

## Nom du répertoire dans d'autres langues
| Anglais :                                                                                 | Program Files         |
| Français :                                                                                | Programmes *          |
| Espagnol :                                                                                | Archivos de programa  |
| Allemand :                                                                                | Programme             |
| Italien :                                                                                 | Programmi             |
| Danois :                                                                                  | Programmer            |
| Suédois :                                                                                 | Program               |
| Norvégien :                                                                               | Programfiler          |
| Portugais [BR]:                                                                           | Arquivos de Programas |
| Roumain :                                                                                 | Fișiere Program       |
| Russe :                                                                                   | Program Files         |
| Polonais :                                                                                | Program Files         |
| Néerlandais :                                                                             | Program Files         |
| Tchèque :                                                                                 | Program Files         |
| Chinois :                                                                                 | Program Files         |
| * Dans Windows Vista & 7 (Program Files dans les anciennes versions de Microsoft Windows) |                       |